# Regional Ocean Modeling System
Regional Ocean Modeling System (ROMS) es una aplicación  que  modela superficies libres, terrenos y ecuaciones primitivas del océano y es ampliamente utilizado por la comunidad científica para una gama diversa de aplicaciones. El modelo está desarrollado y apoyado por investigadores en el Rutgers Universidad, Universidad de Los Ángeles de California y colaboradores en todo el mundo.
Soporta las técnicas de paralelización OpenMP y Mpi, y se han hecho experimentaciones con CUDA.